# Embalse de Villagatón
El embalse de Villagatón  está situado en el municipio de Villagatón, en la provincia de León, comunidad autónoma de Castilla y León, España. Con una capacidad para 3,98 hectómetros cúbicos, la presa que lo contiene fue terminada en 1995, aunque el embalse, a fecha de 2020, no ha comenzado a llenarse.
Además de sus misiones propias de retén y producción de riqueza energética, una vez terminado puede ser un lugar idóneo para la práctica de los deportes acuáticos (aunque no tiene un proyecto para este fin).

## Historia
Iniciado hacia el año 1990, la presa fue terminada para el 31 de diciembre de 1995, según consta en la ficha técnica de Iagua.es. Pero el pantano ha sufrido un sinfín de problemas. 
En marzo de 2019, la CHD comunicó que no había recibido aún la documentación pertinente de la Junta de Castilla y León que permita el traspaso de la titularidad de la presa al Estado y su puesta en funcionamiento.
Tras más de 25 años, el embalse sigue vacío.

## Datos Técnicos
Características del Presa y del Embalse:
- Municipio: Villagatón
- Río: Porcos
- Tipo de presa: Gravedad
- Año de construcción: 2020
- Superficie: 1.646 ha